# Сентрал-Сааніч
Сентрал-Сааніч (англ. Central Saanich) — окружний муніципалітет в Канаді, у провінції Британська Колумбія, у складі регіонального округу Кепітел.

## Населення
За даними перепису 2016 року, окружний муніципалітет нараховував 16814 осіб, показавши зростання на 5,5%, порівняно з 2011-м роком. Середня густина населення становила 406,8 осіб/км².
З офіційних мов обидвома одночасно володіли 1 630 жителів, тільки англійською — 14 785, тільки французькою — 5, а 60 — жодною з них. Усього 1410 осіб вважали рідною мовою не одну з офіційних, з них 5 — одну з корінних мов, а 25 — українську.
Працездатне населення становило 63,8% усього населення, рівень безробіття — 4,4% (4,1% серед чоловіків та 4,6% серед жінок). 83,7% осіб були найманими працівниками, а 14,8% — самозайнятими.
Середній дохід на особу становив $52 871 (медіана $41 625), при цьому для чоловіків — $60 199, а для жінок $46 101 (медіани — $50 155 та $35 785 відповідно).
30,3% мешканців мали закінчену шкільну освіту, не мали закінченої шкільної освіти — 11,5%, 58,1% мали післяшкільну освіту, з яких 43,2% мали диплом бакалавра, або вищий, 230 осіб мали вчений ступінь.
| Статево-вікова структура населення | Статево-вікова структура населення | Статево-вікова структура населення | Статево-вікова структура населення | Статево-вікова структура населення |
| ---------------------------------- | ---------------------------------- | ---------------------------------- | ---------------------------------- | ---------------------------------- |
|                                    |                                    |                                    |                                    |                                    |
| Всього                             | Всього                             | 47,7%52,3%                         |                                    |                                    |
| 0 — 14 років                       | 0 — 14 років                       |                                    | 13,2%                              | 13,2%                              |
| 15 — 64 років                      | 15 — 64 років                      |                                    | 61,3%                              | 61,3%                              |
| 65 і більше                        | 65 і більше                        |                                    | 25,5%                              | 25,5%                              |
| 85 і більше                        | 85 і більше                        |                                    | 4,3%                               | 4,3%                               |
| 100 і більше                       | 100 і більше                       |                                    | 0,1%                               | 0,1%                               |
| Середній вік (років)               | Середній вік (років)               | 45,947,4                           | 46,7                               | 46,7                               |
| Медіана (років)                    | Медіана (років)                    | 49,651,1                           | 50,4                               | 50,4                               |
| — чоловіки — жінки                 |                                    |                                    |                                    |                                    |

| Походження мешканців:     | Походження мешканців:     | Походження мешканців: | Походження мешканців: | Походження мешканців: |
| ------------------------- | ------------------------- | --------------------- | --------------------- | --------------------- |
| Походження                |                           |                       | осіб                  | %                     |
| Корінні американці        | Корінні американці        |                       | 940                   | 5.71%                 |
| Інше північноамериканське | Інше північноамериканське |                       | 4 800                 | 29.14%                |
| Європейське               | Європейське               |                       | 13 840                | 84.03%                |
| британське                | британське                |                       | 11 075                | 67.24%                |
| французьке                | французьке                |                       | 1 630                 | 9.9%                  |
| українське                | українське                |                       | 915                   | 5.56%                 |
| Латинськоамериканське     | Латинськоамериканське     |                       | 165                   | 1%                    |
| Карибське                 | Карибське                 |                       | 115                   | 0.7%                  |
| Африканське               | Африканське               |                       | 115                   | 0.7%                  |
| Азійське                  | Азійське                  |                       | 1 040                 | 6.31%                 |
| Океанійське               | Океанійське               |                       | 80                    | 0.49%                 |

| Зайнятість населення за галузями (за класифікацією NOC): | Зайнятість населення за галузями (за класифікацією NOC): | Зайнятість населення за галузями (за класифікацією NOC): | Зайнятість населення за галузями (за класифікацією NOC): | Зайнятість населення за галузями (за класифікацією NOC): |
| -------------------------------------------------------- | -------------------------------------------------------- | -------------------------------------------------------- | -------------------------------------------------------- | -------------------------------------------------------- |
|                                                          |                                                          |                                                          |                                                          |                                                          |
| Управління                                               | Управління                                               |                                                          | 12,3%                                                    | 12,3%                                                    |
| Бізнес, фінанси та адміністрування                       | Бізнес, фінанси та адміністрування                       |                                                          | 17,2%                                                    | 17,2%                                                    |
| Природничі та прикладні науки                            | Природничі та прикладні науки                            |                                                          | 7,5%                                                     | 7,5%                                                     |
| Охорона здоров'я                                         | Охорона здоров'я                                         |                                                          | 7,4%                                                     | 7,4%                                                     |
| Освіта, правозахист, муніципальні та урядові служби      | Освіта, правозахист, муніципальні та урядові служби      |                                                          | 12,5%                                                    | 12,5%                                                    |
| Мистецтво, культура, відпочинок та спорт                 | Мистецтво, культура, відпочинок та спорт                 |                                                          | 3,5%                                                     | 3,5%                                                     |
| Роздрібна торгівля та послуги                            | Роздрібна торгівля та послуги                            |                                                          | 22,8%                                                    | 22,8%                                                    |
| Гуртова торгівля, транспорт та обладнання                | Гуртова торгівля, транспорт та обладнання                |                                                          | 12,6%                                                    | 12,6%                                                    |
| Природні ресурси, сільське господарство                  | Природні ресурси, сільське господарство                  |                                                          | 2,8%                                                     | 2,8%                                                     |
| Виробництво                                              | Виробництво                                              |                                                          | 1,3%                                                     | 1,3%                                                     |

## Клімат
Середня річна температура становить 10,1°C, середня максимальна – 20,3°C, а середня мінімальна – -0,8°C. Середня річна кількість опадів – 829 мм.
| Клімат поселення                              | Клімат поселення | Клімат поселення | Клімат поселення | Клімат поселення | Клімат поселення | Клімат поселення | Клімат поселення | Клімат поселення | Клімат поселення | Клімат поселення | Клімат поселення | Клімат поселення | Клімат поселення |
| Показник                                      | Січ.             | Лют.             | Бер.             | Квіт.            | Трав.            | Черв.            | Лип.             | Серп.            | Вер.             | Жовт.            | Лист.            | Груд.            |                  |
| Середній максимум, °C                         | 8,94             | 10,22            | 11,41            | 13,66            | 16,85            | 19,54            | 19,86            | 20,28            | 17,58            | 13,07            | 9,18             | 7,06             |                  |
| Середня температура, °C                       | 4,07             | 5,34             | 6,54             | 8,80             | 11,97            | 14,66            | 16,97            | 17,40            | 14,70            | 10,18            | 6,30             | 4,16             |                  |
| Середній мінімум, °C                          | −0,81            | 0,46             | 1,66             | 3,92             | 7,10             | 9,79             | 14,10            | 14,51            | 11,81            | 7,30             | 3,41             | 1,28             |                  |
| Норма опадів, мм                              | 132              | 93               | 71               | 46               | 34               | 29               | 19               | 24               | 30               | 74               | 140              | 137              |                  |
| Середньомісячна швидкість вітру, м/с          | 3.46             | 3.31             | 3.40             | 3.36             | 3.30             | 3.34             | 3.19             | 2.89             | 2.56             | 2.74             | 3.43             | 3.51             |                  |
| Середньомісячна сонячна радіація, кДж/м²·день | 3264             | 6091             | 9920             | 14760            | 18517            | 19977            | 21145            | 18089            | 13262            | 7115             | 3668             | 2601             |                  |
| --------------------------------------------- | ---------------- | ---------------- | ---------------- | ---------------- | ---------------- | ---------------- | ---------------- | ---------------- | ---------------- | ---------------- | ---------------- | ---------------- | ---------------- |
| Джерело:                                      |                  |                  |                  |                  |                  |                  |                  |                  |                  |                  |                  |                  |                  |